# Roma Tuscolana
Roma Tuscolana (wł: Stazione di Roma Tuscolana) – stacja kolejowa w Rzymie, w dzielnicy Tuscolano, w regionie Lacjum, we Włoszech. Stacja posiada 5 peronów. W pobliżu znajduje się stacja metra Ponte Lungo.